# Truppenmannschaftsbunker
Truppenmannschaftsbunker waren während des Luftkriegs im Zweiten Weltkrieg ab 1943 durch die Kriegsmarine errichteten Luftschutzbunker zum Schutz von Marineangehörigen und Werftarbeitern vor Luftangriffen der Alliierten.

## Geschichte
Ende 1942 musste sich auch die Kriegsmarine mit der eskalierenden Luftlage über Deutschland auseinandersetzen. Was fehlte, waren ausreichende moderne, bombensichere Schutzräume für die Marineangehörigen auf den Stützpunkten und Werften.

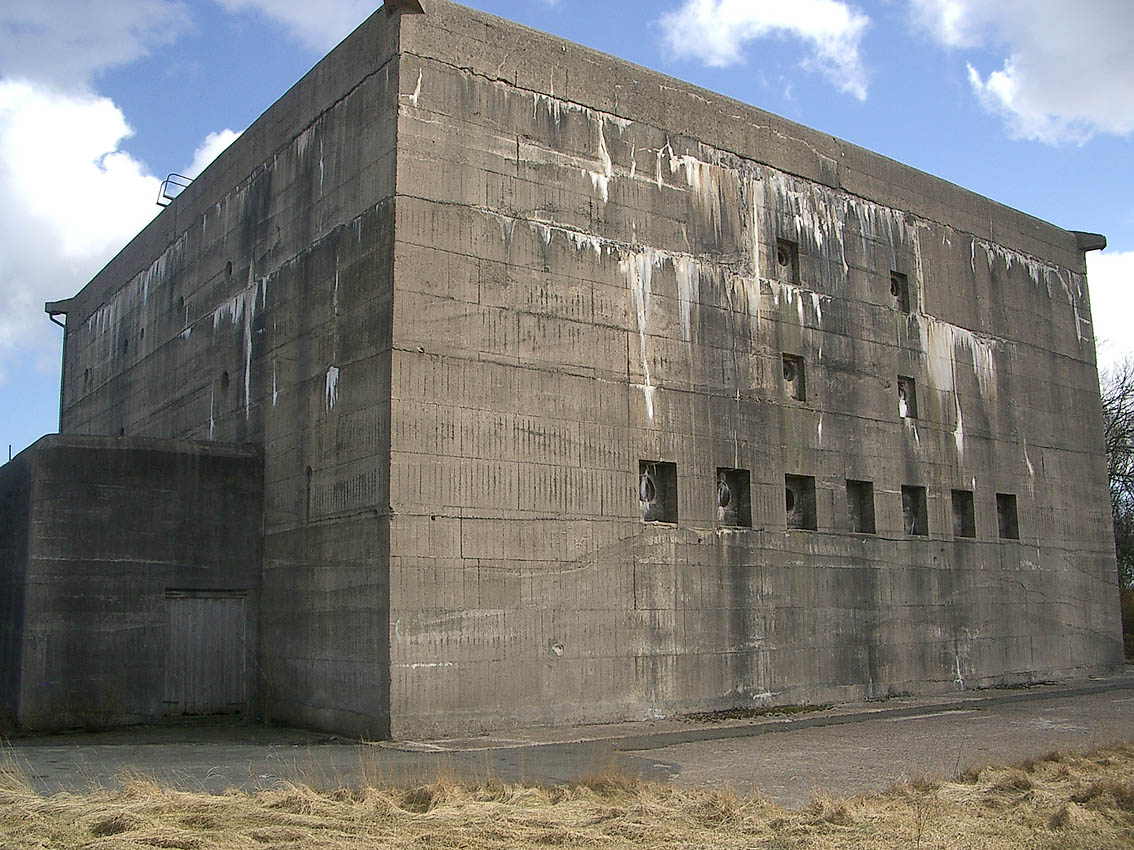
T 750 in Wilhelmshaven

So entschloss man sich Ende des Jahres, einen den damals modernsten Gesichtspunkten entsprechenden Luftschutzbunkertypen zu bauen, welcher standardisiert in einheitlicher Form innerhalb des gesamten damaligen Reichsgebietes von Emden bis Königsberg errichtet werden sollte. Vornehmlich wurde er auf Geländen von Marineschulen und Nachrichtenschulen gebaut. Oft stand er im Falle der Errichtung auf Marineschulenarealen in der Nähe der dortigen Standortsportplätze. Außerdem wurde er innerhalb von Marinekasernenkomplexen erbaut oder innerhalb durch die Marine geleiteter Werftgebiete als Werkluftschutzbunker für die Werftarbeiter errichtet. Der Begriff „Truppenmannschaftsbunker“ setzt sich aus den in Originaldokumenten verwendeten Bezeichnungen „Truppenbunker“ und „Mannschaftsbunker“ zusammen. Diese Luftschutzbunker waren keine reinen Regelbauten der Kriegsmarine, sondern lediglich standardisierte, in Serie errichtete Luftschutzbauten dieser Teilstreitkraft.
Gebaut wurden die 750-Mann-Bunker in zwei Wellen. Die erste Welle wurde zwischen Frühjahr und Herbst 1943 verwirklicht. Sie umfasste einen Bunker in Emden, vier in Wilhelmshaven, drei in Wesermünde (Bremerhaven), zwei in Bremen, einen in Hamburg, drei in Flensburg, vier in Kiel (hier waren zunächst sechs geplant), einen in Swinemünde, zwei in Gotenhafen, drei in Danzig, einen in Pillau und einen in Königsberg.
Später schloss sich ab Beginn des Jahres 1944 noch eine zweite Bauwelle an. Ein Bunker wurde in Emden errichtet, ein Bunker in Wilhelmshaven am heutigen Schütteweg folgte, einer wurde in Wesermünde (Bremerhaven) gebaut, ein weiterer bei Peenemünde, sowie ein Bunker in Swinemünde (nicht fertiggestellt) nördlich des ersten T 750, auf der Halbinsel Hela (nicht fertiggestellt) und zwei in Gotenhafen, sowie zwei weitere in Danzig. Auch im Marinehauptquartier „Koralle“ bei Lobetal folgte ein 750-Mann-Bunker der zweiten Bauwelle.

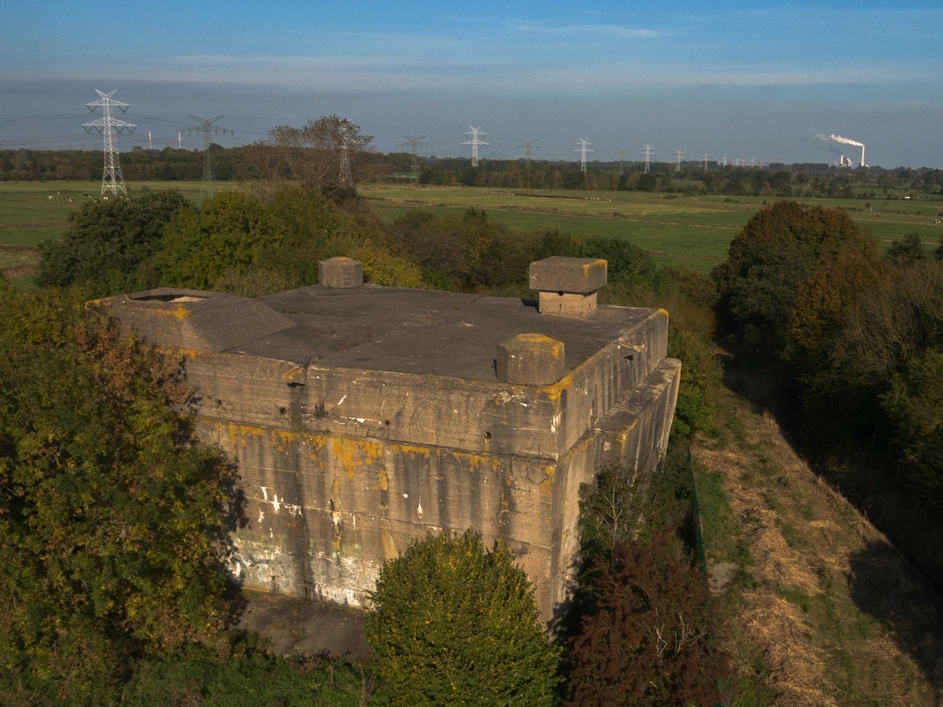
Truppenmannschaftsbunker Langewerth

Zusätzlich zum Truppenmannschaftsbunker 750 wurden Variationen gebaut. Ein vierstöckiger Bunkertyp für 1100 Personen wurde in der ersten Welle einmal in Bremerhaven errichtet sowie in der zweiten Welle einmal in Langewerth bei Wilhelmshaven in modifizierter Form. In Kiel entstand am Schützenpark eine wohl zivile Selbstschutzvariante des T 1100. In Wilhelmshaven wurde aus zunächst zwei geplanten T-750-Bunkern ein Unikat geschaffen. Es handelt sich um einen Doppelbunker für 1500 Personen, den Hochbunker „Trotz“ an der Ebertstraße. Dieser kann daher als T 1500 bezeichnet werden. Das „T“ steht nicht für eine Regelbau-Abkürzung, sondern kürzt lediglich den Begriff Truppenmannschaftsbunker ab.

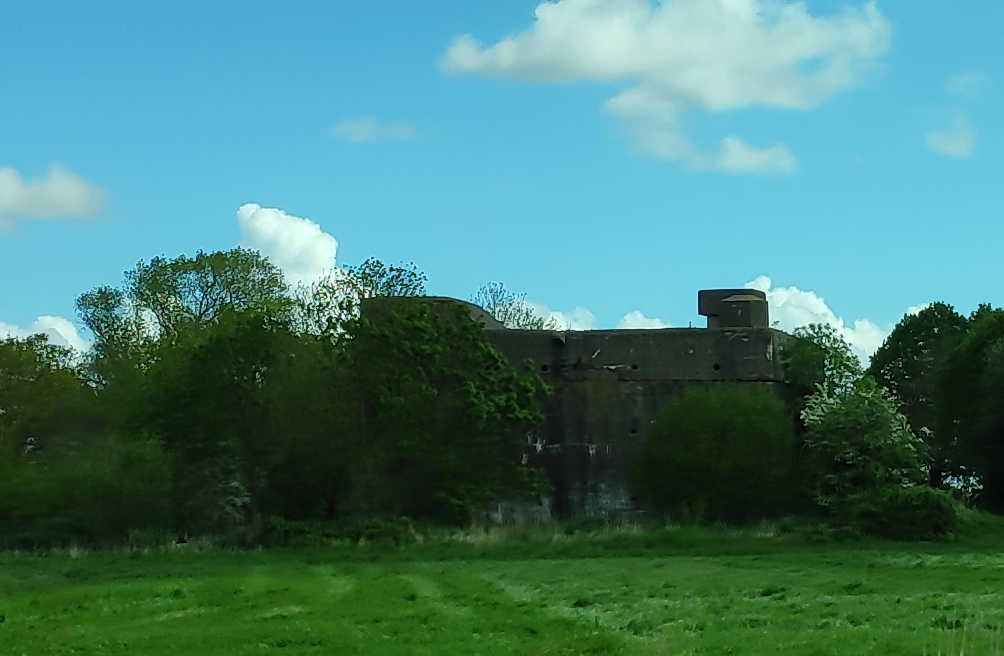
Truppenmannschaftsbunker Langewerth

Mindestens 13 weitere Truppenmannschaftsbunker-Varianten entstanden als vierstöckige Werkluftschutzbunker („Werftbunker LSB 1400“) auf den Nordseewerken in Emden, an der Jacobistraße in Bremerhaven (nicht fertiggestellt), auf der Vulkan-Werft (Kulturbunker Vulkan), nahe dem U-Boot-Bunker Hornisse in Bremen, zweimal auf der Blohm & Voss-Werft in Hamburg (einer davon nicht fertiggestellt), auf der Werft in Flensburg und auf der Neptun-Werft in Rostock. Selbst bei den Opel-Werken in Rüsselsheim wurden zwei dieser Bunker gebaut, da Opel im Krieg neben Wehrmachtsfahrzeugbau auch Torpedofertigung für die Kriegsmarine betrieb. Bunker 11 bis 13 wurden im Bereich des SKF-Werkes, des Fichtel & Sachs-Werkes und des Kugelfischer-Werkes in Schweinfurt gebaut. Die Werke produzierten anteilig Wälzlager für die Kriegsmarine. Bei diesen drei Bunkern wurden aufgrund Baustoffmangels jedoch nur zwei der vier ursprünglich vorgesehenen Stockwerke realisiert. Der Kugelfischer-Bunker ist noch vorhanden. Eine vierzehnte, jedoch dreistöckige Variante entstand in abgewandelter Bauform als Schutzbunker der Germaniawerft in Kiel. Die fünfzehnte Variante war ein Doppelbunker, zusammengesetzt aus zwei regulären Werkluftschutzbunkern mit mindestens 2500 Plätzen im Werksgelände der AG Weser Bremen. Das Bauwerk stellt die größte Variante aller Truppenmannschaftsbunker dar. Varianten 16, 17 und 18 wurden auf dem Gelände des Stahlwerkes Klöckner in Osnabrück gebaut. Auch Klöckner produzierte anteilig Rüstungsgüter für die Kriegsmarine. Die drei Bunker waren jeweils nur halb so breit wie ein regulärer Werftbunker, da nur wenig freier Bauplatz auf dem Werksgelände zur Verfügung stand. Zudem war fast kein Baumaterial mehr vorhanden. Alle drei sollten je zwei Etagen erhalten. Jedoch ist dies nur beim westlichen Bunker ausgeführt worden. Der östliche Bunker besaß nur das Erdgeschoss. Aus Materialmangel wurde auf ein Obergeschoss verzichtet. Der dritte, südliche Hochbunker kam im Bau nicht mehr über die Realisierung der unteren Bereiche der Außenwände hinaus und wurde bald nach dem Krieg wieder beseitigt. Die drei 1944 begonnenen Bunker wurden für jeweils 350 Plätze projektiert.

## Aufbau
Der 750-Mann-Bunker der ersten Bauwelle verfügte über drei Stockwerke, bot in der Projektierung zunächst 500 bzw. 750 Mann Platz und hatte Grundflächenmaße von 21,00 × 21,60 Metern. Seine Höhe betrug ungefähr elf Meter. Seine Deckenhöhe war auf 2,75 Meter dachmittig projektiert. Aber schon während des Baues wurde diese um einen Meter auf 3,75 Meter dachmittig erhöht. Die Bunker besaßen jeweils an den gegenüberliegenden Seiten zwei stark verbunkerte Splitterschutzvorbauten. Oft befanden sich in den Bunkern spezielle Kommandostellen.
Der Truppenmannschaftsbunker-Typ, welcher ursprünglich für 500 Personen vorgesehen war, wurde bald nach Fertigstellung ebenfalls für regulär 750 Personen freigegeben. Äußerlich und innerlich unterschied sich der 500-Mann-Typ nicht von der 750-Mann-Ausführung. Beim 500-Mann-Bunker hatte jeder Schutzsuchende regulär 0,75 Meter Sitzfläche, beim 750-Mann-Bunker nur 0,50 Meter Sitzfläche zur Verfügung.

## Erhaltungszustand der Bunker

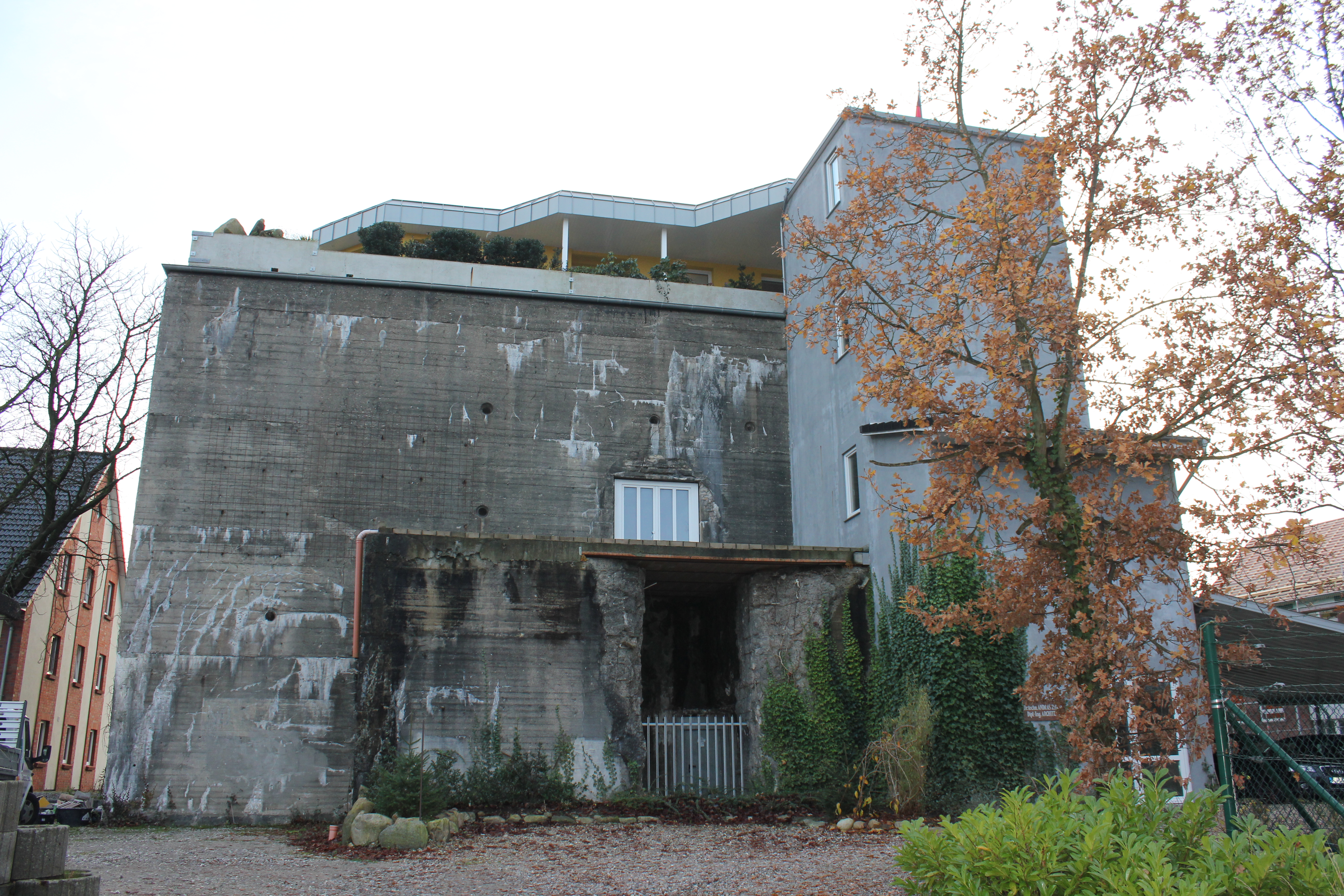
Der Mürwiker Truppenmannschaftsbunker auf dem heute ein Penthouse steht

Nachdem in jüngerer Zeit in Danzig und Kiel bereits zwei Truppenmannschaftsbunker 750 abgerissen wurden, erfolgte im Juli/August 2012 der Abbruch der beiden T 750 an der Hannoverschen Straße in Wilhelmshaven für eine neue Offshore-Fertigungsbasis. Der chinesische Investor ist jedoch nach dem Abriss wieder von seinen Plänen zurückgetreten. Vom 15. September 2014 bis 15. Februar 2015 wurde der westliche beider T 750 am Banter See in Wilhelmshaven abgerissen. Hier soll ein exklusives Wohngebiet entstehen. Ein Verein setzt sich für den Erhalt des östlichen Bunkers an der Banter Ruine ein. Der schon erwähnte größte Truppenmannschaftsbunker mit 2500 Plätzen im Werksgelände der AG Weser Bremen wurde 1992 abgerissen. Seit Mitte Juni 2015 wurde der bis dahin noch existente östliche dreier Bunker des ehemaligen Klöcknerwerkes in Osnabrück zusammen mit einem anliegenden Werksgebäude abgebrochen. Seit Ende Juli 2015 wurde der Kieler T 750 „Scharnhorstbunker“ im Marinestützpunkt Wik in mehreren Wochen abgerissen. Hier soll „Platz“ für Neubauvorhaben entstehen. Somit ist nun in Kiel lediglich noch ein T 750 (Flandernbunker Mahnmal Kilian) von ehemals vier Exemplaren vorhanden.
Von den drei T 750 in Flensburg ist derjenige beim Hauptgebäude der Marineschule heute nicht mehr erhalten. Am Rande des Kraftfahrt-Bundesamtes in Mürwik liegt ein gesprengter und zugeschütteter T 750 versteckt unter einem Bunkerberg. Der Mürwiker Truppenmannschaftsbunker am Rande des Stützpunktes Flensburg-Mürwik erhielt im Jahr 2009 ein Penthouse auf seinem Dach und gilt mit diesem zusammen seitdem als eines der skurrilsten Häuser Deutschlands.